# Internacijsko taborišče
Internacijsko taborišče je  koncentracijsko taborišče, v katerem so največkrat priprti pripadniki vojaške organizacije. V sklopu denacifikacije so bili po drugi svetovni vojni v takšna taborišča domnevno zaprti nacisti in vojni zločinci. Internirani so bili tudi politično nezaželeni, v Ameriki med drugo svetovno vojno npr. Japonci in manjše število Nemcev, Mehičanov in Italijanov.
Internacijsko taborišče, v katerem so zaprti vojaki nasproti vojskujoče (sovražne) dežele, se imenuje taborišče za vojne ujetnike.
Internacijsko taborišče se od koncentracijskega razlikuje, a še vedno vsebuje njegove elemente. Primer danes obstoječega internacijskega taborišča je Guatanamo Bay.